# Schaalby
Schaalby (en danois: Skålby) est une commune de l'arrondissement de Schleswig-Flensbourg, Land de Schleswig-Holstein.

## Géographie
La commune se situe au bord de la Schlei, dans la péninsule d'Angeln, à 5 km de Schleswig.
Elle comprend les quartiers de Füsing, Moldenit et Schaalby, ainsi que la petite île de Hestholm.

## Histoire
Plusieurs mégalithes témoignent d'une habitation très ancienne.
En 2010, une colonie viking datant de vers 700 est relevée à Füsing, elle est donc plus ancienne qu'un hedeby.
La commune comprend deux églises. L'église Saint-Jacques de Moldenit datant du XIIe siècle se situe sur une hauteur au-dessus du village. Le clocher date de 1586, sa forme actuelle est mentionnée en 1772.
L'église de Sainte-Marie se trouve au village de Kahleby, entre Füsing et Schaalby, sans doute sur un site païen. Elle appartient au monastère de Guldenholm am Langensee puis au monastère Saint-Jacques de Schleswig. Elle est construite dans un style roman en 1196, agrandi au XIIIe siècle puis reconstruite en 1855 avec un clocher. Elle contient un orgue baroque fabriqué par Johann Daniel Busch en 1784.
Le moulin à eau de Füsing mentionné pour la première fois en 1464 fut en service jusqu'en 1970. Il est aujourd'hui classé monument historique.

## Personnalités liées à la ville
- Otto Meyer (1912-1944), militaire né à Moldenit.